# Samsung Galaxy Z Flip6
Das Samsung Galaxy Z Flip6 ist ein faltbares Smartphone des südkoreanischen Herstellers Samsung Electronics. Das Foldable wurde beim Samsung Unpacked Event am 10. Juli 2024 in Paris vorgestellt.

## Design
Das Design des Galaxy Z Flip 6 ist wieder sehr ähnlich zu dem des Galaxy Z Flip5. Insgesamt ist das Foldable nochmals kantiger gestaltet worden. Auch konnte das Gewicht im Vergleich zum Galaxy Z Fold5 um 10 Gramm verringert werden.
Das Galaxy Z Flip6 ist im Handel in den Farben Yellow (Gelb), Mint (Hellgrün), Blue (Hellblau), und Silver Shadow (Silber) erhältlich, Samsung bietet das Foldable zusätzlich Online in den Farben Crafted Black (Schwarz), White (Weiß) und Peach (Hellorange) an.

## Technische Daten
Das Samsung Galaxy Z Flip6 verfügt über ein kleines Display auf der Außenseite, welches Widgets wie etwa die Uhrzeit, Benachrichtigungen, den Kalender oder die Kamera anzeigen kann. Das Außendisplay (Super-AMOLED) ist 3,4 Zoll/8,61 cm groß und hat eine Auflösung von 748 × 720 Pixel (306 PPI), eine Bildwiederholrate von 60 Hertz, 16 Mio. Farben und besteht aus Corning Gorilla Glas Victus 2.
Auf der Innenseite des Smartphones befindet sich dann das faltbare Innendisplay (Dynamic AMOLED 2X), es ist 6,7 Zoll/17,03 cm groß und verfügt über eine Auflösung von 2640 × 1080 Pixel, eine Bildwiederholrate von 120 Hertz und 16 Mio. Farben.
Auf der Rückseite über dem Außendisplay befindet sich das Kameraelement mit zwei freistehenden Objektiven. Das Galaxy Z Flip6 verfügt über eine 50-Megapixel Hauptkamera mit einer f/1.8-Blende, einer Pixelgröße von 1,0 μm, einem Aufnahmewinkel von 85°, einem Dual-Pixel-Autofokus sowie optischer Bildstabilisierung.
Als zweite Kamera verbaut Samsung beim Ultraweitobjektiv einen neuen Sensor mit einer Auflösung von 12 Megapixel, eine f/2.2-Blende, eine Pixelgröße von 1,12 μm und einen Aufnahmewinkel von 123°.
Auf der Innenseite des Foldables befindet sich dann die 10 Megapixel Frontkamera, mit einer f/2.2-Blende, einer Pixelgröße von 1,22 μm und einem 85°-Aufnahmewinkel.
Samsung verwendet den Flaggschiffprozessor Qualcomm Snapdragon 8 Gen 3, als Grafikchip kommt die Adreno 750 zum Einsatz.
Der Akku Galaxy Z Flip6 hat nun eine Kapazität von 4000 mAh, das Foldable kann mit 25 Watt kabelgebunden geladen werden. Kabelloses Laden sowie Reverse Wireless Charging sind möglich. Das Galaxy Z Flip6 erscheint mit jetzt 12 GB Arbeitsspeicher, wahlweise stehen 256 oder 512 GB interner Speicher zur Verfügung.
Das Samsung Galaxy Z Flip6 verfügt über Dual SIM, Bluetooth 5.3, NFC, USB Typ-C 3.2 Gen1, ist jetzt IP48-zertifiziert und unterstützt WiFi 6E, den Mobilfunkstandard 5G sowie Smart Switch. Entsperrt werden kann das Foldable über einen Fingerabdrucksensor im Powerbutton.
Das Samsung Galaxy Z Flip6 erscheint bei Marktstart mit Android 14 sowie Samsungs Benutzeroberfläche One UI 6.1.1.
Kritikpunkte sind die langsame Aufladegeschwindigkeit und die fehlende Telekamera.

## Preise und Verfügbarkeit
Das Samsung Galaxy Z Flip6 war ab der Vorstellung am 10. Juli 2024 vorbestellbar und ist ab dem 24. Juli 2024 in den Handel erhältlich. Im Vergleich zur Vorgängergeneration sind die Preise des Galaxy Z Flip6 gleich geblieben.
| Modell                 | Speicher | Bei Marktstart |
| ---------------------- | -------- | -------------- |
| Samsung Galaxy Z Flip6 | 256 GB   | 1199 €         |
| Samsung Galaxy Z Flip6 | 512 GB   | 1319 €         |